# Thân vương quốc Liên hiệp Moldavia và Wallachia
Thân vương quốc Liên hiệp Moldavia và Wallachia là tên chính thức của liên minh cá nhân mà sau này trở thành România, được thành lập vào năm 1859 khi Alexandru Ioan Cuza được bầu làm Domnitor (Hoàng tử cầm quyền) của cả hai vùng lãnh thổ, trong khi nó vẫn là nước chư hầu của Đế quốc Ottoman.
Vào ngày 24 tháng 1 (lịch cũ) (ngày 5 tháng 2 lịch mới) 1862, Công quốc Moldavia và Công quốc Wallachia đã chính thức thống nhất để thành lập Thân vương quốc Liên hiệp România, nền móng của nhà nước România hiện đại. Năm 1866 một hiến pháp mới được ban hành bắt đầu có hiệu lực, tạo cho đất nước tên Romania. Nhà nước mới vẫn là một nước chư hầu của Đế quốc Ottoman. Tuy nhiên, nó chỉ thừa nhận sự chắc chắn của Sublime Porte một cách chính thức.
Năm 1877, România tuyên bố hoàn toàn độc lập, và vào ngày 14 tháng 3 (lịch cũ) (ngày 26 tháng 3 lịch mới) 1881, România trở thành Vương quốc România. Sau Chiến tranh thế giới thứ nhất, Transylvania và các vùng lãnh thổ khác cũng được sáp nhập vào.
1. ↑  Europa, Rusia si Romania Ethnic and Political Studies, D. A. Sturdza, 1890 (tiếng România)
2. ↑  (tiếng Pháp) Histoire du congrès de Paris, Edouard Gourdon (1857)